# Tempête tropicale Allison (1989)
Pour les articles homonymes, voir Cyclone tropical Allison.

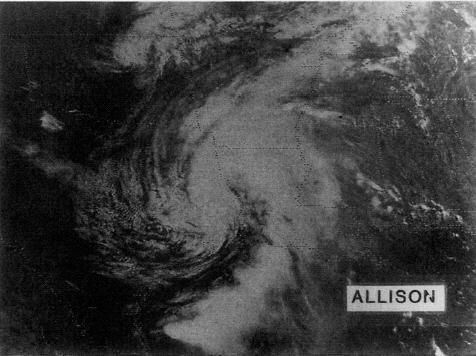
Tempête tropicale Allison, 1989

La tempête tropicale Allison est une tempête tropicale de la saison cyclonique 1989 dans l'océan Atlantique nord qui a frappé le Texas et la Louisiane du 24 au 28 juin 1989. La tempête a causé 11 décès et 560 M$ de dommages.